# Rafael Porcellis
Rafael Porcellis de Oliveira, född 19 januari 1987 i Porto Alegre, är en brasiliansk fotbollsspelare som senast spelade för São José. Han har tidigare spelat för Helsingborgs IF och IFK Värnamo.